# Begonia tetralobata
Begonia tetralobata là một loài thực vật có hoa trong họ Thu hải đường. Loài này được Y.M.Shui mô tả khoa học đầu tiên năm 2007.